# University Club of New York

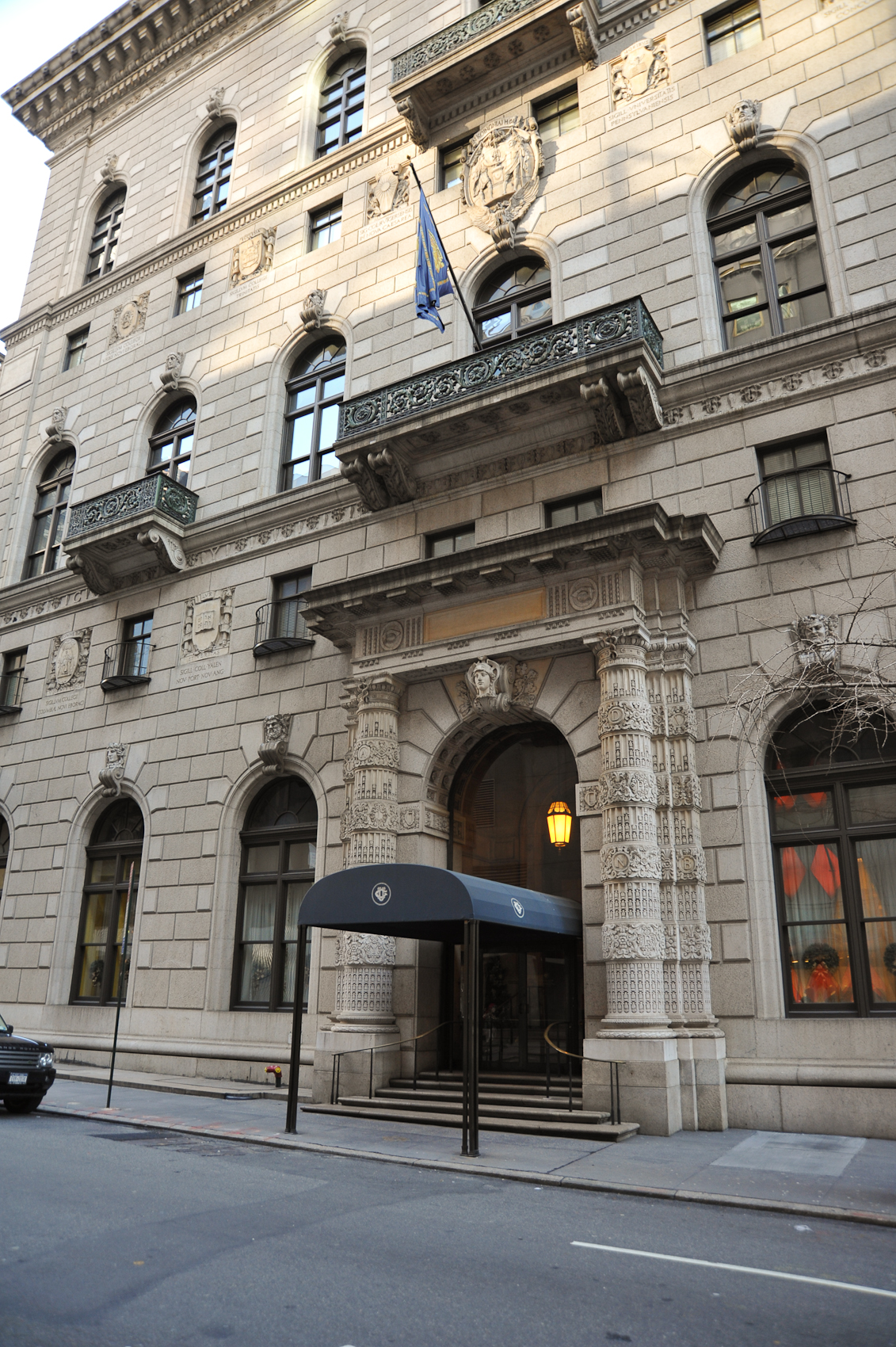
La facciata del club lungo la 54th Street di New York.

L'University Club of New York (noto anche come University Club) è un club per gentiluomini situato a Midtown Manhattan, a New York, negli Stati Uniti d'America. Costituito il 28 aprile 1865 per la "promozione della letteratura e dell'arte" e considerato uno dei più prestigiosi di New York City, il club non è affiliato con nessun altro club universitari.
Il predecessore dell'University Club, il Red Room Club, fu fondato nel 1861 quando un gruppo di ex studenti dello Yale College fondò il club per ampliare i loro legami mondani. Una volta che il club universitario fu costituito, sì occupò da subito per una campagna di finanziamento; dal 1868 al 1879 non aveva una club house permanente e relativamente pochi membri. L'University Club fu riorganizzato nel 1879 e divenne popolare, venendo poi ospitato nella residenza di John Caswell fino al 1883 e poi nella Jerome Mansion fino al completamento dell'attuale club house nel 1899. Le donne non potevano diventare membri fino al 1986.
L'attuale sede principale, una struttura rinascimentale in granito di nove piani, è stata progettata da Charles Follen McKim della McKim, Mead & White, un membro del club. Contiene tre piani principali con un'area di ricevimento al primo piano, una serie di stanze della biblioteca al quarto piano e una sala da pranzo al settimo piano. Ci sono anche vari soppalchi con camere da letto e altri locali, oltre a un bagno e una piscina nel seminterrato. La clubhouse è elencata nel Registro Nazionale dei Luoghi Storici ed è un punto di riferimento designato da New York.